# Fisher Stevens
Fisher Stevens (Chicago, 27 de novembro de 1963) é um actor estadunidense, mais conhecido pela participação como Chuck Fishman na série televisiva Early Edition. Também fez participações na série televisiva Lost.

## Biografia e carreira
Stevens nasceu em Chicago, e participou do grupo teatral Naked Angels Theatre Company com seu amigo de longa data Ned Eisenberg em 1987. Ele também foi um dos donos de uma companhia de produção de filmes chamada GreeneStreet Films, localizada em Tribeca, em Nova York. Durante os anos 1980, Stevens chegou a namorar a também actriz Michelle Pfeiffer.
Em sua carreira teve várias participações em séries televisivas. Seu maior destaque foi na série Early Edition, onde contracenou com Kyle Chandler, sendo um dos principais personagens. Também participou de várias outras séries ao logo dos anos, como Frasier, Friends, Law & Order e Lost, mais recentemente. Esteve também presente em vários filmes, sendo seu papel mais marcante como Eugene "The Plague" Belford no filme Hackers de 1995, quando contracenou com Angelina Jolie. Recentemente, esteve creditado no filme Awake de 2007, junto com Jessica Alba e Hayden Christensen.
Em 2010 Stevens e Louie Psihoyos ganharam o Oscar de melhor documentário pelo Filme The Cove.

## Filmografia
Cinema e filmes feitos para TV somente (TV):
- Awake (2007) .... Dr. Puttnam
- Red Angel (2007) .... David
- Kettle of Fish (2006) .... Bruce
- Kill the Poor (2006) .... Stuffed Shirt
- Slow Burn (2005) .... Alan Turlock
- Undiscovered (2005) .... Garrett Schweck
- Factotum (2005) .... Manny
- On the Couch (2004) .... Gary
- The Lives They Lived (2003) (TV) .... narrador
- Replay (2003) (voz) .... Blu
- Easy Six (2003) .... policial Donny
- Anything Else (2003) .... manager
- Uptown Girls (2003) .... convidado no funeral
- Undisputed (2002) .... Ratbag Dolan
- Is It College Yet? (2002) (TV) (voz)
- Jenifer (2001) (TV) .... Dr. Aaron Sanders
- Piñero (2001) .... vendedor de ingressos do teatro
- Prison Song (2001) .... Prosecutor
- 3 A.M. (2001) .... Haplin
- Sam the Man (2000) .... Sam Manning
- The Tic Code (1999) .... Morris
- Taxman (1998) .... Kenneth Green
- O Que É Isso, Companheiro? (1997) .... Mowinkel
- The Pompatus of Love (1996) .... estrela de Sitcom
- The Right to Remain Silent (1996) (TV) .... Dale Myerson
- Hackers (1995) .... Eugene Belford/'The Plague'/Mr. Babbage
- Cold Fever (1995) .... Jack
- Only You (1994) .... Larry Corvatch
- Nina Takes a Lover (1994) .... Paulie
- Super Mario Bros. (1993) .... Iggy
- Bob Roberts (1992) .... Rock Bork
- When the Party's Over (1992) .... Alexander
- Lift (1992) .... Joe
- Mystery Date (1991) .... Dwight
- It's Called the Sugar Plum (1991) (TV) .... Wally Zuckerman
- The Marrying Man (1991) .... Sammy
- Reversal of Fortune (1990) .... David Marriott
- Bloodhounds of Broadway (1989) .... Hotfoot Harry
- Columbo: Murder, Smoke and Shadows (1989) (TV) .... Alex Bradey
- Short Circuit 2 (1988) .... Ben Jahrvi
- The Boss' Wife (1986) .... Carlos Delgado
- Short Circuit (1986) .... Ben Jabituya
- My Science Project (1985) .... Vince Latello
- The Flamingo Kid (1984) .... Hawk Ganz
- The Brother from Another Planet (1984) .... the "trickster"
- Baby It's You (1983) .... Stage Manager
- The Burning (1981) .... Woodstock

Séries de TV:
- Lost (2008) - Minkowski
- Law & Order: Criminal Intent (2004-2007) .... Gareth Sage (2 episódios)
- Dr. Vegas (2004) .... Charlie
- Hope & Faith (2004) .... Nick Spinelli
- Hack (2002) .... Donnie Franco
- The Moth (2002)
- 100 Centre Street (2001) .... Benjamin Berkowitz
- Frasier (2001) .... Dr. Sheldon Morey
- Early Edition (1996-2000) .... Chuck Fishman (48 episódios)
- The Hunger (2000) .... Max Armstrong
- Law & Order (1995) .... Ross Fineman
- Homicide: Life on the Street (1995) .... Jonathan Heine
- Friends (1995) .... Roger
- Key West (1993) .... Seamus O'Neill (8 episódios)
- The Young Riders (1990) .... Ambrose 'Bulldog' Merryweather
- CBS Schoolbreak Special (1984) .... Gary Gordon
- Ryan's Hope (1975) .... Henry Popkin
- It's Always Sunny in Philadelphia (2008) .... Lyle Corman (1 episódio)